# Jeimmy Villamil Buitrago
Jeimmy Sulgey Villamil Buitrago (Bogotá, Colombia) es una abogada especializada en Derecho Administrativo y Derecho Urbano, política colombiana que actualmente es la Alcaldesa de Funza, Cundinamarca, siendo elegida para el periodo 2024-2027, también se desempeñó como Inspectora de Policía en la Secretaría de Gobierno de Funza, directora de la Cárcel Municipal, Secretaria de movilidad, secretaria de gobierno y jefe de la Oficina de Planeación de la Alcaldía de Funza, Jefa de la Oficina Asesora de la Empresa de Licores de Cundinamarca, gerente de la Empresa Férrea Regional, asesora de la Secretaría de Movilidad de Bogotá, Secretaria de Transporte y Movilidad de Cundinamarca, Secretaria de la Función Pública de Cundinamarca, ambas durante la primera administración del gobernador Jorge Emilio Rey.

## Alcaldesa de Funza
Jeimmy Villamil Buitrago es actualmente la Alcaldesa Municipal de Funza Cundinamarca, siendo elegida para el periodo 2024-2027, por la coalición "Funza Evoluciona" conformada por el Partido Cambio Radical, Partido Liberal, Alianza Verde, Partido Conservador, AICO, Partido de la Unión por la Gente, Partido Demócrata Colombiano, ASI, Todos Somos Colombia y Colombia Justa Libres, su objetivo es construir un territorio amigable y sostenible para las futuras generaciones, y que nadie debería vivir con miedo a convertirse en víctima de un delito o de un acto de violencia.

### Resultado elección de 2023[4]
| Candidato                         | N° de votos | Alcaldesa Elegido |
| --------------------------------- | ----------- | ----------------- |
| Jeimmy Sulgey Villamil Buitrago   | 25.534      | X                 |
| Bryan Alexis Amaya Sanchez        | 8.417       |                   |
| Jhonny Alexander Salamanca Segura | 3.167       |                   |
| Doris Riaño Duarte                | 1.970       |                   |
| Ana Rosa Carvajal Jimenez         | 766         |                   |
| Votos no marcados                 | 675         |                   |
| Votos Nulos                       | 1.703       |                   |
| Votos en Blanco                   | 4.640       |                   |
| TOTAL                             | 46.872      | 46.872            |

### Plan de Desarrollo: Funza Evoluciona
El Plan de Desarrollo Municipal del gobierno de la alcaldesa Jeimmy Sulgey Villamil Buitrago (2024-2027) es "Funza Evoluciona", el cual busca construir un territorio amigable y sostenible para las presentes y futuras generaciones, donde cada Funzano tenga acceso a oportunidades, servicios y un entorno propicio para su desarrollo pleno y armónico.

#### Enfoques
- Enfoque Ambiental: Este enfoque se centra en la preservación y gestión sostenible de los recursos naturales, así como en la planificación del territorio para garantizar un desarrollo equilibrado. Implica la adopción de políticas que fomenten prácticas ambientales responsables, la conservación de ecosistemas clave y la promoción de infraestructuras que minimicen impactos negativos en el entorno.
- Enfoque en Dignidad Humana: Este enfoque sitúa a las personas en el centro de todas las decisiones y acciones del plan de desarrollo, busca asegurar condiciones de vida dignas para todos, promoviendo la igualdad, la inclusión y el respeto a los derechos fundamentales. A través de acciones concretas cerraremos brechas sociales, para garantizar acceso a servicios básicos y propiciar un ambiente que fomente el bienestar y la realización personal.
- Enfoque de Desarrollo Económico: Este enfoque apunta a generar un crecimiento económico que beneficie a todos los estratos sociales. Busca reducir la desigualdad económica, promoviendo la creación de empleo, el apoyo a pequeñas y medianas empresas, así como la implementación de políticas que aseguren una distribución equitativa de los beneficios del desarrollo económico.
- Enfoque Regional: Este enfoque valora la interconexión y colaboración con otras regiones y entidades, reconociendo la importancia de sinergias para abordar desafíos comunes y aprovechar oportunidades compartidas. Buscaremos fortalecer alianzas regionales para el intercambio de buenas prácticas, recursos y conocimientos, promoviendo el desarrollo armónico y sostenible a nivel más amplio.

#### Aprobación
El Plan de Desarrollo Municipal Funza Evoluciona (2024-2027) fue aprobado por el Concejo Municipal de Funza mediante Acuerdo N°007 de 2024, el día 20 de mayo de 2024, y el día 23 de mayo de 2024 fue sancionado por la alcaldesa Jeimmy Sulgey Villamil Buitrago.